# Эллеманн-Енсен, Уффе
Уффе Эллеманн-Енсен (дат. Uffe Ellemann-Jensen; 1 ноября 1941[…], Хорбю, Южная Дания — 18 июня 2022[…], Эстербро, Ховедстаден) — министр иностранных дел Дании в администрации консерватора Поуля Шлютера с 1982 по 1993 гг. Он был лидером Либеральной партии Дании «Венстре» с 1984 по 1998 гг. и партии «Альянс либералов и демократов за Европу» с 1995 по 2000 год. С 1998 года Эллеманн-Енсен занимал должность председателя Балтийского форума развития — некоммерческой организации, которая занимается развитием бизнеса в прибалтийском регионе.

## Биография
Уффе Эллеманн-Енсен является сыном бывшего члена Фолькетинга Енса Петера Енсена.
Политика приверженности НАТО и Европейскому Союзу привела к многочисленным политическим спорам с левой оппозицией. Несколько раз оппозиция пыталась скомпрометировать его политику в отношении солидарности с НАТО, но неудачно. Уффе Эллеманн-Енсену удалось убедить большинство в датском парламенте в необходимости активной поддержки коалиции во главе с США в Ираке во время войны в Персидском заливе. Он инициировал признание Данией независимости трёх стран Балтии в 1991 году, когда именно Дания первой установила дипломатические отношения с каждой из восстановивших независимость стран. В 1992 году вместе со своим немецким коллегой Гансом Дитрихом Геншером предложил создание Совета государств Балтийского моря (CBSS) и Еврофакультета.
После падения правоцентристского руководства, во время которого он также занимал должность заместителя премьер-министра, в 1993 году после «случая Тамил», он возглавлял оппозицию до всеобщих выборов в 1998 году, на которых ему не хватило одного места. Если бы его партия получила всего на 85 голосов больше, он мог бы сформировать новое правоцентристское правительство как премьер-министр. После этого он решил уйти из политики и его преемником на посту лидера «Венстре» стал Андерс Фог Расмуссен, который стал премьер-министром Дании в 2001 году.
Новая активная внешнеполитическая деятельность Дании продолжилась и после десятилетнего пребывания Эллеманна-Енсена на посту министра иностранных дел, и окончательно стала поворотной в датской зарубежной и оборонной политике. С тех пор она носит название «доктрина Эллеманна-Енсена».
В 1995 году Уффе Эллеманн-Енсен был кандидатом на пост Генерального секретаря НАТО, когда Вилли Клаас был вынужден сложить с себя эти обязанности. Он получил поддержку правительства США, но Франция отклонила его кандидатуру, отдав свою приверженность испанском кандидату Хавьеру Солана.
После того, как Уффе Эллеманн-Енсен оставил политику, он стал обозревателем датского еженедельника «Berlingske Tidende» и одним из инвесторов «Project Syndicate».
Эллеманн-Енсен стал центральной фигурой в карикатурном скандале, связанном с публикацией датским еженедельным изданием «Jyllands-Posten» 12 сатирических изображений пророка Мухаммеда в сентябре 2005 года. В своей колонке, через несколько дней после публикации карикатур, он утверждал, что считает карикатуры воплощением «ненужных провокаций», считая, что они представляют собой карикатуру на «драгоценную датскую свободу слова». Эллеманн-Енсен придерживался данных рассуждений на протяжении всего конфликта, однако поддерживал позицию датского премьер-министра о том, что правительство не имеет права и возможности применения карательных мер по отношению к изданию.
18 декабря 2002 года Уффе Эллеманн-Енсен был награждён Большим крестом ордена Данеброг. Для политика, не занимавшего должность премьер-министра Дании, это большая редкость быть награждённым Большим крестом.
12 февраля 2010 года Уффе Эллеманн-Енсен получил высшую награду Республики Македония, Орден «8 сентября», за вклад в усиление датско-македонских отношений и поддержку, которую он оказывал Македонии в первые годы независимости в начале 1990-х годов.

## Личная жизнь
В 1963 году женился на Ханне Йонсен (Hanne Jonsen; род. 1942). Развелись в 1971 году.
В 1971 году женился на Алисе Вестергор. 
У него четверо детей, среди которых политики Карен Эллеманн (род. 1969) и Якоб Эллеманн-Енсен (род. 1973).
Уффе Эллеманн-Енсен всегда защищал свою частную жизнь. Тем не менее, всем хорошо известно, что он является ярым охотником и рыбаком, а также автором нескольких книг-бестселлеров. Особенно тех, которые описывают период занятия им должности министра иностранных дел и период холодной войны, именно они принесли ему широкое признание и уважение критиков.

## Награды
| Страна             | Дата вручения   | Награда | Награда | Литеры  |
| ------------------ | --------------- | --- | --- | ------- |
| Португалия         | 16 ноября 1984  | Кавалер Большого креста ордена Инфанта дона Энрике                                                                              | Кавалер Большого креста ордена Инфанта дона Энрике                                                                              | GCIH    |
| Австрия            | 1985            | Кавалер Большого креста с Золотой звездой Почётного знака «За заслуги перед Австрийской Республикой»                            | Кавалер Большого креста с Золотой звездой Почётного знака «За заслуги перед Австрийской Республикой»                            |         |
| Португалия         | 31 октября 1987 | Кавалер Большого креста ордена предпринимательских заслуг                                                                       | Кавалер Большого креста ордена предпринимательских заслуг                                                                       | GCMA    |
| Литва              | 9 января 1992   | Медаль Памяти 13 января | Медаль Памяти 13 января |         |
| Литва              | 6 февраля 1997  | Кавалер Большого командорского креста ордена Великого князя Литовского Гядиминаса                                               | Кавалер Большого командорского креста ордена Великого князя Литовского Гядиминаса                                               |         |
| Эстония            | 18 февраля 1997 | Кавалер ордена Креста земли Марии 1 класса                                                                                      | Кавалер ордена Креста земли Марии 1 класса                                                                                      |         |
| Дания              | 18 декабря 2002 | Кавалер Большого креста ордена Даннеброг                                                                                        | Кавалер Большого креста ордена Даннеброг                                                                                        | S.K.    |
| Литва              | 12 февраля 2003 | Памятный знак за личный вклад в развитие трансатлантических отношений Литвы и по случаю приглашения Литовской Республики в НАТО | Памятный знак за личный вклад в развитие трансатлантических отношений Литвы и по случаю приглашения Литовской Республики в НАТО |         |
| Словения           | 2004            | Кавалер Серебряного ордена Свободы                                                                                              | Кавалер Серебряного ордена Свободы                                                                                              |         |
| Северная Македония | 12 февраля 2010 | Кавалер ордена 8 Сентября | Кавалер ордена 8 Сентября |         |
| Польша             | 2018            | Командор со звездой ордена Заслуг перед Республикой Польша                                                                      | Командор со звездой ордена Заслуг перед Республикой Польша                                                                      |         |
| Швеция             | '               | Кавалер Большого креста ордена Полярной звезды                                                                                  | Кавалер Большого креста ордена Полярной звезды                                                                                  | KmstkNO |
| Норвегия           | '               | Кавалер Большого креста ордена Заслуг                                                                                           | Кавалер Большого креста ордена Заслуг                                                                                           |         |
| Марокко            | '               | Кавалер Большой ленты ордена Алауитского трона                                                                                  | Кавалер Большой ленты ордена Алауитского трона                                                                                  |         |
| Венесуэла          | '               | Кавалер Большой ленты ордена Освободителя                                                                                       | Кавалер Большой ленты ордена Освободителя                                                                                       |         |
| Сан-Марино         | '               | Кавалер Большого креста ордена Святого Марина                                                                                   | Кавалер Большого креста ордена Святого Марина                                                                                   |         |
| Латвия             | '               | Командор ордена Трёх Звёзд | Командор ордена Трёх Звёзд |         |
| Египет             | '               | Кавалер Большой ленты ордена Заслуг                                                                                             | Кавалер Большой ленты ордена Заслуг                                                                                             |         |
| Непал              | '               | Кавалер ордена Тришакти Патта 1 класса                                                                                          | Кавалер ордена Тришакти Патта 1 класса                                                                                          |         |
| Нидерланды         | '               | Кавалер Большого креста ордена Оранских-Нассау                                                                                  | Кавалер Большого креста ордена Оранских-Нассау                                                                                  |         |
| Финляндия          | '               | Кавалер Большого креста ордена Белой розы                                                                                       | Кавалер Большого креста ордена Белой розы                                                                                       | SVR SR  |
| Люксембург         | '               | Кавалер Большого креста ордена Дубовой короны                                                                                   | Кавалер Большого креста ордена Дубовой короны                                                                                   |         |
| Таиланд            | '               | Кавалер Большой ленты ордена Белого слона                                                                                       | Кавалер Большой ленты ордена Белого слона                                                                                       | KGE     |
| Хорватия           | '               | Кавалер ордена князя Трпимира                                                                                                   | Кавалер ордена князя Трпимира                                                                                                   |         |
| Испания            | '               | Кавалер Большого креста ордена Изабеллы Католической                                                                            | Кавалер Большого креста ордена Изабеллы Католической                                                                            |         |

- Медаль Балтийской ассамблеи (2012)[12]